# Jackie Chan i utracona rodzina
Jackie Chan i utracona rodzina lub Ślady Smoka: Jackie Chan i utracona rodzina (org. tytuł Traces of a Dragon: Jackie Chan & His Lost Family) – hongkoński film dokumentalny z 2003 roku w reżyserii Mabeli Cheung.
W filmie wystąpili Jackie Chan i Fang Daolong.
W 2003 roku podczas 40. edycji Golden Horse Film Festival Mabel Cheung była nominowana do nagrody Golden Horse Award w kategorii Best Documentary.